# 婺源凤仙花
婺源凤仙花（学名：Impatiens wuyuanensis）为凤仙花科凤仙花属下的一个种。

## 特征
一年生草本，高30-50厘米，无毛。
茎肉质，直立或基部斜上，分枝，绿色，干时有条纹；下部节膨大，具多数纤维状根。
叶膜质，互生，具柄，椭圆状卵形，长5-12厘米，宽2.5-4厘米，顶端短尾尖或渐尖，基部楔形，渐狭成长 2.5-4厘米的叶柄，边缘具粗圆齿状细锯齿，具小尖，上面绿色，下面淡紫色；侧脉5-6对，弧状弯；叶柄上部具1-2对具柄腺体。
总花梗细，单生于上部叶腋，短于叶，2-4花，近总状排列；花梗细，长10-15毫米，果期伸长，基部具苞片；苞片薄膜质，椭圆状卵形，紫色，长5-7毫米，宽3-4毫米，顶端具明显小尖，基部楔形，背面具不明显的龙骨状突起，脱落。花紫色，径2.5-3厘米；侧生萼片2，长圆状卵形，长5-6 (7) 毫米，宽4-5毫米，顶端具明显小尖，5-6条脉；旗瓣近圆形，长8毫米，宽10-12毫米，基部近心形或圆形，顶端凹入，背面具狭龙骨状突起，具弯喙；翼瓣长15毫米，无柄，基部裂片小，长圆状卵形，尖，上部裂片宽斧形，宽15毫米，上端微凹，背面具近肾形，反折的小耳；唇瓣檐部狭漏斗状，基部渐狭成长2-2.5厘米，内弯或稍弯曲，顶端棒状的距；口部倾斜，长8-10毫米，先端具明显尖头。花丝线形；花药小，2裂，顶端钝。子房直立，纺锤状，长2毫米，略尖。
蒴果长15-18毫米，近棒状线形，具长喙，顶端具5齿裂。
种子少数，长圆形，具皱纹，褐色。
花果期6月。

## 扩展阅读
- 維基物種上的相關：婺源凤仙花